# 长花牛鞭草
长花牛鞭草（学名：Hemarthria longiflora）为禾本科牛鞭草属下的一个种。

## 扩展阅读
- 維基物種上的相關：长花牛鞭草